# گریسوم آئروپلکس
گریسوم آئروپلکس (به انگلیسی: Grissom Aeroplex) (به زبان بومی: Grissom Air Reserve Base) یک فرودگاه همگانی و نظامی با کد یاتا GUS است که یک باند فرود آسفالت دارد و طول باند آن ۳۸۱۰ متر است. این فرودگاه در کشور پرو قرار دارد و در ارتفاع ۲۴۷ متری از سطح دریا واقع شده است.